# Filmåret 2000

## Händelser

### Mars
- 22 mars – Vänsterpartiet i Härryda utseluter 47-årige Göran Eurenius för hans medverkan i porrfilmer.[1]

### November
- 15 november – I Indien friges filmstjärnan Rajkumar, som sedan 30 juli varit kidnappad av gangstern Virappan.[2]

## Årets filmer

### Siffra (1,2,3...) eller specialtecken (@,$,?...)
- 100 Girls
- 101 Reykjavík
- 102 dalmatiner
- 28 dagar
- 6:e dagen
- 90 minuter 90-tal

### A - G
- About Adam
- Alldeles i närheten
- Almost Famous
- American Psycho
- Amores Perros - Älskade hundar
- Baise-moi
- Les Blessures assassines[3]
- Bastarderna i Paradiset
- Battlefield Earth
- The Beach
- Beach Boys: An American Family
- Beethovens trea
- Before Night Falls
- Best in Show
- Big Mommas hus
- Billy Elliot
- Blair Witch 2
- Bless the Child
- Blinkande lyktor
- Boiler Room
- Bornholms eko
- Bounce
- Bring It On
- Bänken
- Calle 54
- Caspers spöklika jul
- Cast Away
- The Cell
- Chain of Fools
- Charlies änglar
- Cherry Falls
- Chocolat
- CKY2K
- Coyote Ugly
- Crouching Tiger, Hidden Dragon
- Dancer in the Dark
- De blodröda floderna
- Del av den värld som är din
- Den bästa sommaren
- Den galna professorn 2 - Klumps
- Den lilla sjöjungfrun II – Havets hemlighet
- Den perfekta stormen
- Der Schlangemann
- Det blir aldrig som man tänkt sig
- Det finns bara en Jimmy Grimble
- Det nya landet
- Det näst bästa
- Det okända
- Devil in the Flesh
- Dinosaurier
- Dolt under ytan
- Dr. T och kvinnorna
- Dracula 2000
- Drowning Mona
- Dubbel-8
- Dubbelspel
- Dude, Where's My Car?
- Duets
- Dungeons & Dragons
- Dykaren
- Där mitt hjärta finns
- Där våldet slutar börjar kärleken
- Döden - en film om livet
- En andra chans
- En extremt långbent film
- En hunds testamente
- En rikedom bortom allt förstånd
- Erin Brockovich
- Escaflowne
- Ett känsligt öde
- Familjen Flinta i Viva Rock Vegas
- Final Destination
- Flykten från hönsgården
- From Dusk Till Dawn 3
- Från opium till krysantemum
- Fyren
- Födelsedagen
- Före stormen
- Get Carter
- Get Ready to Be Boyzvoiced
- Ginger Snaps
- Gladiator
- Glenn Killing på Grand
- Glädjens hus
- Godzilla vs. Megaguirus
- Gone in 60 seconds
- Gossip
- Grinchen – Julen är stulen
- Growing Up Brady
- Gå på vatten

### H - N
- Hanging Up
- Harrison's Flowers
- Hassel – Förgörarna
- Hellraiser 5: Inferno
- High Fidelity
- Highlander: Endgame
- Hjälp! Jag är en fisk
- Hjärta av sten
- Hollow Man
- Hundhotellet
- Hur som helst är han jävligt död
- If These Walls Could Talk 2
- Im Juli
- In the Mood for Love
- Isle - Fruktans ö
- Jalla! Jalla!
- Joint Security Area
- Josef: Drömmarnas Konung
- Järngänget
- Jönssonligan spelar högt[4]
- Kackerlackorna
- Kejsarens nya stil
- The Kid
- Knockout
- Komm, süßer Tod
- Solkungens dans
- Kytice
- Kärt besvär förgäves
- Landet för länge sedan VII: Jakten på Himlastenen
- Last Resort
- The Last Stop
- Left Behind
- Life-Size
- Little Nicky
- The Little Richard Story
- Livet är en schlager
- Ljuset håller mig sällskap
- Loser
- Lustgården
- The Man Who Cried
- Memento
- Men of Honor
- Mina jag & Irene
- Miss Secret Agent
- Mission to Mars
- Mission: Impossible II
- Mitt liv, mitt val 2
- Mjuka paket
- Moa & Malte
- Mörkrets furste
- Naken
- Next Friday

### O - U
- O Brother, Where Art Thou?
- Oss torpeder emellan
- Patrioten
- Pelle polis
- Pelle Svanslös och den stora skattjakten
- Pettson och Findus - Kattonauten
- Pitch Black
- Plastpappan
- Pokémon 3
- President till varje pris
- Prince of Central Park
- Proof of Life
- The Prophet's Game
- Purely Belter
- Quills
- Rampljus
- Rats
- Ready to Rumble
- Red Planet
- Remember the Titans
- Requiem for a Dream
- Road Trip
- Rocky och Bullwinkle på äventyr
- Romeo Must Die
- Rules of Engagement
- Scary Movie
- Scary Video
- Scooby-Doo och inkräktarna från rymden
- Scream 3
- Sex, lögner & videovåld
- Shadow of the Vampire
- Shaft
- Shanghai Noon
- Shocking Truth
- Skicka vidare
- The Skulls
- Skvaller
- Sleepwalker
- Slutspel
- Släkten är värst
- Snatch
- Snow Day
- Space Cowboys
- Spelets mästare
- Spökhistorier
- State and Main
- Steal This Movie!
- Stjärnmörker
- Street Love
- Sånger från andra våningen
- Sängfösaren
- Takedown
- Things You Can Tell Just by Looking at Her
- Tigerland
- Tigers film
- Tillsammans
- Titan A.E.
- Traffic
- Tretton dagar
- Tro, hopp, kärlek
- Trolösa
- Tusen och en natt
- Tvillingarnas vilda äventyr
- Tystnaden efteråt
- U-571
- Unbreakable
- Under Suspicion

### V - Ö
- Vad kvinnor vill ha
- Vampire Hunter D: Bloodlust
- Vem är Forrester?
- Vertical Limit
- Vingar av glas
- Vägen till El Dorado
- Waking the Dead
- The Watcher
- Wonder Boys
- X-Men
- The Yards
- Övergivna hus

## Oscarspriser(i urval)
| Kategori:                  | Vinnare:                                                  |
| -------------------------- | --------------------------------------------------------- |
| Bästa film:                | Douglas Wick, David Franzoni, Branko Lustig för Gladiator |
| Bästa regi:                | Steven Soderbergh (Traffic)                               |
| Bästa manliga huvudroll:   | Russell Crowe (Gladiator)                                 |
| Bästa kvinnliga huvudroll: | Julia Roberts (Erin Brockovich)                           |
| Bästa manliga biroll:      | Benicio Del Toro (Traffic)                                |
| Bästa kvinnliga biroll:    | Marcia Gay Harden (Pollock)                               |
| Bästa utländska film:      | Crouching Tiger, Hidden Dragon (Taiwan)                   |

För komplett lista se Oscarsgalan 2001.

## Guldbaggar: (i urval)
| Kategori:                  | Vinnare:                                           |
| -------------------------- | -------------------------------------------------- |
| Bästa film:                | Sånger från andra våningen                         |
| Bästa regi:                | Roy Andersson (Sånger från andra våningen)         |
| Bästa manliga huvudroll:   | Kjell Bergqvist (Den bästa sommaren)               |
| Bästa kvinnliga huvudroll: | Lena Endre (Trolösa)                               |
| Bästa manliga biroll:      | Said Oreissi (Vingar av glas)                      |
| Bästa kvinnliga biroll:    | Bibi Andersson (Det blir aldrig som man tänkt sig) |
| Bästa utländska film:      | Magnolia (USA)                                     |

## Födda
- 8 januari – Noah Cyrus, amerikansk skådespelerska.
- 31 oktober – Willow Smith, amerikansk skådespelerska.
- 10 november – Mackenzie Foy, amerikansk fotomodell och skådespelerska.

## Avlidna
- 3 januari – Mats Hådell, svensk barnskådespelare, TV-journalist och programledare.
- 19 januari – Hedy Lamarr, österrikisk-amerikansk skådespelare.
- 21 januari – Dagmar Edqvist, svensk författare och manusförfattare.
- 27 februari – Birgit Wåhlander, svensk skådespelare.
- 5 april – Sune Holmqvist, svensk skådespelare, musiker och sångare.
- 8 april – Claire Trevor, amerikansk skådespelare.
- 24 april – Ulla Isaksson, svensk författare och manusförfattare.
- 7 maj – Douglas Fairbanks, amerikansk skådespelare.
- 15 maj – Gösta Prüzelius, svensk skådespelare.
- 21 maj – John Gielgud, brittisk skådespelare.
- 25 maj – Kid Severin, svensk journalist, författare och manusförfattare.
- 28 juni – Nils Poppe, svensk skådespelare.
- 1 juli
  - Torbjörn Iwan Lundquist, svensk filmmusikkompositör och dirigent.
  - Walter Matthau, amerikansk skådespelare.
- 22 juli – Claude Sautet, fransk filmregissör och manusförfattare.
- 5 augusti – Sir Alec Guinness, brittisk skådespelare.
- 12 augusti – Loretta Young, amerikansk skådespelare.
- 22 augusti – Professor Toru Tanaka, amerikansk skådespelare.
- 31 augusti – Britta Brunius, svensk skådespelare.
- 18 september – Sten Sture Modéen, svensk skådespelare och kortfilmsregissör.
- 25 september – Birgitta Palme, svensk skådespelare, regissör och teaterchef.
- 6 oktober – Richard Farnsworth, amerikansk skådespelare.
- 18 oktober – Inga Gill, svensk skådespelare.
- 28 oktober – Lída Baarová, tjeckisk skådespelare.
- 3 november – Bengt Brunskog, svensk skådespelare.
- 9 november – Hans Dahlin, svensk skådespelare och regissör.
- 12 november – Halvar Björk, svensk skådespelare.
- 21 november – Harald Leipnitz, tysk skådespelare.
- 5 december – Tjadden Hällström, skådespelare, revyförfattare och komiker (cancer).
- 9 december – Mikael Strandberg, svensk skådespelare, teaterledare och regissör.
- 16 december – Gunnar Lundin, svensk skådespelare, inspicient och produktionsledare.

### Fotnoter
1. ↑   När Var Hur 2001. Forum
2. ↑   När Var Hur 2002. Forum
3. ↑  IMDB, läst 23 april 2012
4. ↑  IMDB, läst 29 februari 2012